# Постау
Постау (нім. Postau) — громада в Німеччині, знаходиться в землі Баварія. Підпорядковується адміністративному округу Нижня Баварія. Входить до складу району Ландсгут. Складова частина об'єднання громад Верт.
Площа — 34,84 км2. Населення становить 1645 ос. (станом на 31 грудня 2020).